# Ichneumon observandus
Ichneumon observandus är en stekelart som beskrevs av Heinrich 1951. Ichneumon observandus ingår i släktet Ichneumon och familjen brokparasitsteklar. Inga underarter finns listade i Catalogue of Life.